# John Moffat Fugui
John Moffat Fugui, né le 9 septembre 1961 et mort le 22 décembre 2022, est un homme politique, chercheur en science politique, et diplomate salomonais.

## Biographie

### Études
Brièvement guichetier dans une banque à l'âge de 18 ans, John Moffat Fugui part ensuite étudier les sciences politiques aux Fidji à l'université du Pacifique Sud. Après sa licence, il poursuit ses études en Master à l'université de Canterbury en Nouvelle-Zélande. Dans son travail de Master, il argue que l'indépendance paisible que les Îles Salomon se sont vu conférer par le Royaume-Uni a inhibé le développement de partis politiques ayant une réelle base populaire, les partis salomonais étant simplement des organisations de l'élite. Bénéficiaire d'une bourse d'études du programme Fulbright, il entreprend un doctorat en science politique à l'université d'Hawaï à Mānoa, explorant les possibilités d'« indigénisation des concepts de gouvernance, de développement et de démocratisation » aux Salomon, mais abandonne sa thèse sans l'avoir menée à terme.

### Travail
À la fin des années 1980, John Moffat Fugui travaille comme consultant pour le parti de l'Alliance en matière de propositions politiques et de stratégies de campagne électorale. Dans le même temps, il est employé comme conseiller au bureau du Premier ministre Solomon Mamaloni, et y est chargé de développer les mécanismes d'évaluation de l'efficacité du travail des différents ministères. Il y a également pour tâches de constituer des commissions parlementaires et de négocier l'aide au développement du pays auprès du Fonds monétaire international et de la Banque mondiale.
À partir de 1990 il participe à des conférences internationales de chercheurs en science politique, s'exprimant entre autres sur la politique démographique des Salomon lors d'une conférence à Djakarta, sur la guerre civile de Bougainville lors d'une conférence à Honolulu, ou à plusieurs reprises sur les modalités de la recherche aux Salomon. En 1992, en 1994 et en 2001 il rédige l'article d'analyse annuelle de la situation aux Salomon pour la revue The Contemporary Pacific (en).
En 1995 puis en 2001, il enseigne l'histoire et la science politique à l'université du Pacifique Sud. De 2001 à 2006 il est à nouveau conseiller au bureau du Premier ministre, Sir Allan Kemakeza.

### Carrière politique
John Moffat Fugui est élu député sans étiquette de la circonscription de Honiara-centre (la capitale) aux élections législatives de 2010, et entre au Parlement national. Du 27 août 2010 au 18 octobre 2012 il est le ministre de l'Environnement, du Changement climatique et de la Gestion des catastrophes naturelles dans les gouvernements de Danny Philip puis de Gordon Darcy Lilo. Il est limogé en octobre 2012, accusé d'avoir soutenu l'opposition parlementaire. Il est réélu aux législatives de 2014, toujours sans étiquette politique, et la nouvelle assemblée l'élit vice-président du Parlement. Il quitte cette fonction lorsqu'il est nommé ministre de l'Éducation, fonction qu'il occupe du 28 octobre 2015 au 4 août 2017 dans le gouvernement de Manasseh Sogavare. Il est ensuite ministre du Service public jusqu'au 28 octobre 2017,.
À cette date, il quitte le gouvernement avec plusieurs autres ministres et rejoint l'opposition, permettant à celle-ci de faire chuter le gouvernement Sogavare au moyen d'une motion de censure. En novembre 2017, il est alors le candidat de l'opposition pour le poste de Premier ministre. Le 15 novembre, les députés élisent toutefois Rick Houenipwela, le candidat soutenu par Sogavare, avec 33 voix contre 16 pour Fugui,,.
Sous l'étiquette cette fois du Parti démocrate unifié, le parti de Danny Philip, John Fugui est réélu député aux élections législatives de 2019. Le Premier ministre Manasseh Sogavare le nomme à la tête d'un groupe de travail chargé d'examiner les avantages et inconvénients respectifs si le pays maintenait ses relations diplomatiques avec Taïwan ou bien les rompait pour établir des relations avec la République populaire de Chine. À ce titre, il dirige une mission qui se rend à Taïwan et en Chine mais aussi dans plusieurs États océaniens qui entretiennent des relations avec la Chine. Il recommande au gouvernement et au Parlement d'établir des relations avec la Chine, qui promet au pays une importante aide économique, et le gouvernement Sogavare rompt formellement ses relations avec Taïwan pour reconnaître la Chine en septembre 2019,,,,.
Le 1er octobre 2019, il est nommé ministre de l'Éducation. À ce titre, il visite à nouveau la Chine ce même mois pour discuter de partenariats en matière d'enseignement et de formation,.
Le 14 février 2020, toutefois, la Haute Cour le reconnaît coupable de corruption électorale pour avoir donné SI$ 500 à un électeur la veille du scrutin de 2019. En conséquence, sa réélection en 2019 est nulle et non avenue, et il perd également de ce fait son poste de ministre. En avril, le gouvernement le nomme ambassadeur des Îles Salomon à Pékin,. Il est formellement intronisé à ce poste par le gouverneur général des Salomon, Sir David Vunagi, le 13 mai 2021, avant de s'établir à Pékin.

### Mort
John Moffat Fugui meurt d'un arrêt cardiaque à Pékin le 22 décembre 2022.